# Wilhelm Schmidt-Biggemann
Wilhelm Schmidt-Biggemann (* 23. Juni 1946 in Olpe) ist ein deutscher, der Ritter-Schule zugeordneter Philosophiehistoriker und Hochschullehrer in Berlin.

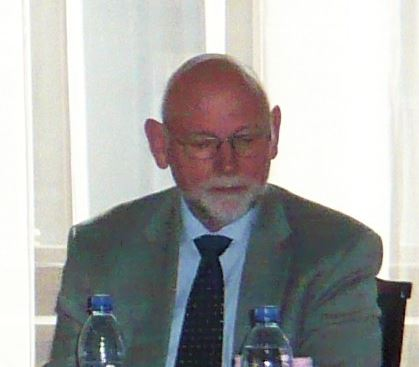

## Akademischer Werdegang
Wilhelm Schmidt-Biggemann studierte von 1966 bis 1974 Philosophie, Literaturwissenschaft, Geschichte und Theologie an der Ruhr-Universität Bochum. 1974 beendete er sein Studium mit einer Dissertation zu „Maschine und Teufel – Jean Pauls Jugendsatiren nach ihrer Modellgeschichte“. Von 1974 bis 1976 forschte er an der Herzog August Bibliothek in Wolfenbüttel zur frühen Neuzeit und zur Religionsphilosophie von Hermann Samuel Reimarus. Von 1976 bis 1979 war er Abteilungsleiter am dortigen Wissenschaftsprogramm.
Als Assistent am Institut für Philosophie der Freien Universität Berlin habilitierte Schmidt-Biggemann 1981 mit einer Arbeit zu „Topica universalis – Eine Modellgeschichte humanistischer und barocker Wissenschaft“. Seit 1989 ist Schmidt-Biggemann Professor für Philosophie an der Freien Universität Berlin. Schwerpunkte seiner Arbeit sind Religionsphilosophie, Geschichte der Philosophie und Philologie in der Frühen Neuzeit, Geschichtsphilosophie, Geschichte der Metaphysik und Geschichte der politischen Philosophie.

## Auswärtige Tätigkeiten
1990 regte er beim DAAD die Finanzierung einer deutschen Professur an der Karls-Universität Prag an, deren erster Inhaber er war. 1993 forschte er als Gast des DAAD in Paris. Als Gastprofessor lehrte er von 1995 bis 1996 am Department of History der Princeton University, 1997 am Sidney-Sussex-College der Universität Cambridge (England) und 1998 am Institut for Germank filologi der Universität Kopenhagen. Als „Fellow“ forschte er 1999 am Center for Advanced Judaic Studies der University of Pennsylvania in Philadelphia und 2004 bis 2005 am Institute of Advanced Studies in Princeton. 2011 war er Gastprofessor an der Universität Tel Aviv.

## Auszeichnungen
- 2016: Senior-Stiftungsprofessor der Friedrich-Stiftung
- 2013: Hamann-Forschungspreis[2]
- 1993: Goldene Medaille der Karls-Universität Prag für Verdienste um die philosophiehistorische Forschung in der Tschechoslowakei sowie für die Lehrtätigkeit im Untergrund von 1982–1989
- 1990: Comenius-Medaille der Prager Akademie der Wissenschaften
- 1974: Förderpreis für hervorragende Dissertationen der Ruhr-Universität Bochum

## Schriften
Monographien
- Der Dämon des 19. Jahrhunderts. Anatomie eines überforderten Säkulums (= Problemata. Bd. 160).  Stuttgart-Bad Cannstatt: Frommann-Holzboog, 2021, ISBN 978-3-7728-2935-2.
- Gott, versuchsweise. Eine philosophische Theo-Logie. Freiburg, Basel und Wien: Herder 2018, ISBN 978-3451381232.
- Geschichte Wissen. Eine Philosophie der Kontingenz im Anschluss an Schelling (= Problemata. Bd. 156). Stuttgart-Bad Cannstatt: Frommann-Holzboog, 2014, ISBN 978-3-7728-2674-0.
- Geschichte der christlichen Kabbala (= Clavis Pansophiae. Bd. 10). 4 Teilbände. Stuttgart-Bad Cannstatt: Frommann-Holzboog, 2012–2014, ISBN 978-3-7728-2541-5.
- Praktische Philosophie als Provokation. Christian Wolffs Philosophie in der Ideenpolitik der Frühaufklärung. Gyakorlati filozófia mint provokáció. Christian Wolff filozófiája a korai felvilágosodás eszmepolitikájában. Budapest: DUGPhil 2008, ISBN 978-963-88139-1-6.
- Apokalypse und Philologie. Wissensgeschichten und Weltentwürfe der Frühen Neuzeit. Hg. von Anja Hallacker und Boris Bayer. Göttingen: Vandenhoeck & Ruprecht 2007, ISBN 978-3-89971-313-8.
- Politische Theologie der Gegenaufklärung. Saint-Martin, De Maistre, Kleuker, Baader. Berlin: Akademie 2004, ISBN 3-05-004077-7.
- Blaise Pascal. München: Beck 1999, ISBN 3-406-41953-4.
- Philosophia perennis. Historische Umrisse abendländischer Spiritualität in Antike, Mittelalter und Früher Neuzeit. Frankfurt am Main: Suhrkamp 1998, ISBN 3-518-58261-5. Englische Übersetzung: Philosophia perennis. Historical Outlines of Western Spirituality in Ancient, Medieval and Early Modern Thought (= International Archives of the History of Ideas. Bd. 189). Dordrecht: Springer, 2004, ISBN 1-4020-3066-5.
- Sinn-Welten Welten-Sinn. Eine philosophische Topik. Frankfurt am Main: Suhrkamp 1992, ISBN 3-518-58131-7.
- Geschichte als absoluter Begriff. Der Lauf der neueren deutschen Philosophie. Frankfurt am Main: Suhrkamp 1991, ISBN 3-518-58098-1.
- Theodizee und Tatsachen. Das philosophische Profil der deutschen Aufklärung. Frankfurt am Main: Suhrkamp 1988, ISBN 3-518-28322-7.
- Topica Universalis. Eine Modellgeschichte humanistischer und barocker Wissenschaft. Hamburg: Meiner 1983, ISBN 3-7873-0568-8.
- Hermann Samuel Reimarus. Handschriftenverzeichnis und Bibliographie. Göttingen: Vandenhoeck & Ruprecht 1979, ISBN 3-525-85562-1.
- Spinoza. Werk und Wirkung. Wolfenbüttel: Herzog August Bibliothek 1977. 3 Auflagen. Englische Übersetzung: Spinoza, his Work and its Reception. Baarn: Menno Hertzberger 1977.
- Jean Paul Chronik. Daten zu Leben und Werk. München 1975 (gemeinsam mit Gabriele und Uwe Schweikert).
- Maschine und Teufel. Jean Pauls Jugendsatiren nach ihrer Modellgeschichte. Freiburg und München: Karl Alber 1975, ISBN 3-495-47317-3.

Editionen
- Robert Fludd: Utriusque Cosmi Historia. Stuttgart-Bad Cannstat: Frommann-Holzboog 2018, ISBN 978-3772816277.
- Samuel Pufendorf: Gesammelte Werke. Berlin Akademie 1996ff., ISBN 3-05-002887-4.
- Johann Valentin Andreae: Gesammelte Schriften. Stuttgart: Frommann-Holzboog 1994ff., ISBN 3-7728-1426-3.
- Hermann Samuel Reimarus: Kleine philosophische Schriften. Vorstufen zur Apologie. Göttingen: Vandenhoeck & Ruprecht 1994, ISBN 3-525-86270-9.
- Johann Heinrich Alstedt: Encyclopaedia. Faks. Neudruck der Ausgabe Herborn 1630 mit einem Vorwort von W. Schmidt-Biggemann und einer Bibliographie von Jörg Jungmayr. Bde. 1 u. 2 (1989), Bde. 3 u. 4 (1990). Stuttgart: Frommann-Holzboog 1989, ISBN 3-7728-0954-5.
- Jean Paul: Sämtliche Werke (gemeinsam mit Norbert Miller), Abteilung II, Bde. 1–3 (Jugendschriften, vermischte Schriften), München: Carl Hanser 1974ff., ISBN 3-446-11658-3.

Sammelbände
- Christliche Kabbala. Stuttgart: Thorbecke 2003, ISBN 3-7995-5980-9.
- Grundriß der Geschichte der Philosophie des 17. Jahrhunderts (gemeinsam mit Helmut Holzhey), Bde. 4,1; 4,2 (Heiliges Römisches Reich Deutscher Nation, Nordeuropa, Ost-Mitteleuropa 17. Jahrhundert). Basel 2001.
- Jacob Brucker (1696–1770) (gemeinsam mit Theo Stammen). Berlin: de Gruyter 1998, ISBN 3-05-003097-6.
- Das Böse. Eine historische Phänomenologie des Unerklärlichen (gemeinsam mit Carsten Colpe). Frankfurt am Main: Suhrkamp 1993, ISBN 3-518-28678-1.
- Disiecta Membra. Studien. Karlfried Gründer zum 60. Geburtstag. Basel: Schwabe 1989, ISBN 3-7965-0887-1.
- Spinoza in der Frühzeit seiner religiösen Wirkung (gemeinsam mit Karlfried Gründer). Heidelberg: de Gruyter 1984, ISBN 3-7953-0729-5.
- Spinozas Ethik und ihre frühe Wirkung (gemeinsam mit Konrad Cramer und Wilhelm G. Jacobs). Wolfenbüttel: Herzog August Bibliothek 1981, ISBN 3-88373-016-5.
- Aufklärung in Deutschland (gemeinsam mit Paul Raabe). Bonn: Hohwacht 1979, ISBN 3-87353-074-0.

Herausgeberschaft
- Reihe Clavis Pansophiae (gemeinsam mit Charles Lohr). Stuttgart: Frommann-Holzboog 1995ff.
- Scientia Poetica. Jahrbuch für Geschichte der Literatur und der Wissenschaften (gemeinsam mit Lutz Danneberg, Horst Thomé und Fritz Vollhardt). Tübingen: de Gruyter 1997ff.
- Das 18. Jahrhundert. Mitteilungen der Deutschen Gesellschaft zur Erforschung des 18. Jahrhunderts. Jg. 1–3, 1977ff.
- Studien zum 18. Jahrhundert. Bd. 1: Das achtzehnte Jahrhundert als Epoche. Hamburg: Meiner 1978. Bd. 2/3: Deutschlands kulturelle Entfaltung 1763–1790. Die Neubestimmung des Menschen. Wandlungen des anthropologischen Konzepts im 18. Jahrhundert. Hamburg: Meiner 1980.